# Proud Mary
«Proud Mary» (també coneguda amb el nom de «Rolling on the River») és una cançó escrita pel cantant i guitarrista estatunidenc John Fogerty. El conjunt de rock Creedence Clearwater Revival (en el qual Fogerty toca la guitarra principal i n'és la primera veu), la va enregistrar per primera vegada en l'àlbum de 1969, Bayou Country. El gener de 1969 aparegué en un disc petit i es va convertir en el primer succés del grup en arribar al número 2 de les llistes de Billboard o a ser el primer segons altres llistes.
Arran de la reedició de Bayou Country del 2008, Joel Selvin diu que aquesta cançó es va escriure quan John Fogerty era militar. Els riffs de «Proud Mary» (com també els de Born on the Bayou i Keep on Chooglin), van ser dissenyats durant un concert al saló d'Avalon. «Proud Mary» és la fusió de diferents cançons, una de les quals tracta d'una rentadora de roba anomenada Maria.
John Fogerty va tornar a enregistrar la cançó el 2013 i va aparèixer al seu àlbum Wrote a Song for Everyone en companyia de Jennifer Hudson, Allen Toussaint i el Rebirth Brass.
Les paraules, en primera persona del singular, evoquen el dur treball d'escafandrista a les ciutats de Memphis i Nova Orleans, el goig d'escapar-se amb el vaixell Proud Mary pel Mississipi tot fent-se solidari amb les persones que viuen a l'entorn del riu.
La cançó és una barreja perfecta de música d'arrel blanca i negra. Proud Mary és un vaixell de vapor que recorre el riu. La lletra de Fogerty dibuixa una imatge viva del protagonista, que troba un lloc confortable en una comunitat de persones desconegudes. La història, connectada amb el mite dels hòmens i la vida al llarg del Mississippi, ens evoca l'esperit de Mark Twain.

## Versions
Se n'han fet més de 100 versions, és una de les peces més versionades del grup.
Fins i tot Elvis Presley, l'anomenat rei del rock, en feu una en la seva presentació de juny de 1972 en el Madison Square Garden.
Tina Turner també en va fer una altra el 1971, al costat d'Ike Turner, que va assolir la quarta posició del Billboard Hot 100 el març d'aquell any. El 2008, Tina Turner va cantar «Proud Mary» amb Beyoncé en el lliurament dels Premis Grammy.
Leonard Nimoy, el popular Sr. Spock de Star Trek, també va versionar Proud Mary en la cara B del seu àlbum The New World of Leonard Nimoy el juny de 1970.
Mi Banda El Mexicano va enregistrar una versió en castellà anomenada «Orgullosa María» per al seu àlbum de 1993 Su Majestad Mi Banda El Mexicano Con Ustedes. També ho va fer la Banda Pachuco en el seu àlbum de debut de 1994 Pachuco Bailarín, tot anomenant-la «María la Orgullosa».
Solomon Burke també en feu una versió el 1969, que alguns consideren el seu millor succés.